# Padang Berangin
Padang Berangin is een bestuurslaag in het regentschap Bengkulu Selatan van de provincie Bengkulu, Indonesië. Padang Berangin telt 408 inwoners (volkstelling 2010).